# Нижнее Притомье
Нижнее Притомье — географический и туристский подрайон Западной Сибири, расположенный в нижнем течении реки Томи, от Кемерова до Томска и устья Томи. Высота над уровнем моря — от 200 до 90 метров.

## Правобережное Нижнее Притомье
Географический малый район представлен зоной перехода от Алтае-Саянской горной страны к Западно-Сибирской низменности, где находится городская агломерация Томск-Северск. Естественной западной границей Правобережного Нижнего Притомья является река Томь, с востока — Томь-Чулымский водораздел.
Главные достопримечательности: южная тайга, Томская писаница, Тутальские скалы, Иткаринский водопад, Сосновский острог, экомузей «Калмаки» (с. Юрты Константиновы Яшкинского района Кемеровской области), припоселковые кедровники, Семилуженский казачий острог, Синий Утёс, Таловские чаши, серебряные ключи Дызвездный и Капитоновка.
С Нижним Правобережным Притомьем с востока граничит Томское Причулымье.

## Обь-Томское междуречье— левобережное Нижнее Притомье
Главные достопримечательности: Томский федеральный госзаказник, «Эверест Обь-Томского междуречья», «Таёжный треугольник» и другие болотно-таёжные маршруты сибирского приключенческого проекта в стиле «Последний герой», старорусские и сибирские деревни на границе тайги и болот (Киреевск, Кунчурук), жемчужина района озеро Кирекское c залежами природного лечебного ила сапропеля и Чернореченская ложбина древнего стока.
В Обь-Томском междуречье три природных заказника: Калтайский госзаказник, Томский федеральный государственный заказник и заказник в долине реки Большой Чёрной.

## Туристские маршруты

Туристские маршруты в Нижнем Притомье вблизи Томска

Природные условия и наличие природных заказников позволяют развивать спортивный, экстремальный болотно-таёжный, познавательный и экологический туризм.
В Нижнем Притомье проводятся туристские спортивные походы 1—3 категорий сложности. Развиваемые разновидности активного и спортивного туризма: пешеходный, лыжный, водный, велотуризм, конный и автомототуризм. Наиболее популярный маршрут «Томская писаница — Томск» с посещением большинства мест с разбросанными вдоль Томи наскальными рисунками, с посещением Иткаринского водопада, Соснового острога, Аникиного и Бойцова камня.